# Buhl-Lorraine
Buhl-Lorraine és un municipi francès, situat al departament del Mosel·la i a la regió del Gran Est. L'any 2007 tenia 1.118 habitants.

## Demografia

### Població
El 2007 la població de fet de Buhl-Lorraine era de 1.118 persones. Hi havia 442 famílies, de les quals 94 eren unipersonals (34 homes vivint sols i 60 dones vivint soles), 146 parelles sense fills, 168 parelles amb fills i 34 famílies monoparentals amb fills.
La població ha evolucionat segons el següent gràfic:
Habitants censats

### Habitatges
El 2007 hi havia 472 habitatges, 439 eren l'habitatge principal de la família, 1 era una segona residència i 32 estaven desocupats. 371 eren cases i 101 eren apartaments. Dels 439 habitatges principals, 341 estaven ocupats pels seus propietaris, 90 estaven llogats i ocupats pels llogaters i 9 estaven cedits a títol gratuït; 3 tenien una cambra, 16 en tenien dues, 53 en tenien tres, 89 en tenien quatre i 279 en tenien cinc o més. 408 habitatges disposaven pel capbaix d'una plaça de pàrquing. A 174 habitatges hi havia un automòbil i a 236 n'hi havia dos o més.

### Piràmide de població
La piràmide de població per edats i sexe el 2009 era:
| Homes | Edats   | Dones |
| ----- | ------- | ----- |
| 0     | 95 o +  | 4     |
| 0     | 90 a 94 | 0     |
| 12    | 85 a 89 | 0     |
| 4     | 80 a 84 | 16    |
| 8     | 75 a 79 | 16    |
| 16    | 70 a 74 | 24    |
| 24    | 65 a 69 | 24    |
| 24    | 60 a 64 | 32    |
| 24    | 55 a 59 | 24    |
| 20    | 50 a 54 | 28    |
| 44    | 45 a 49 | 24    |
| 40    | 40 a 44 | 20    |
| 36    | 35 a 39 | 44    |
| 72    | 30 a 34 | 52    |
| 44    | 25 a 29 | 52    |
| 20    | 20 a 24 | 8     |
| 32    | 15 a 19 | 12    |
| 24    | 10 a 14 | 36    |
| 32    | 5 a 9   | 64    |
| 40    | 0 a 4   | 16    |

## Economia
El 2007 la població en edat de treballar era de 734 persones, 555 eren actives i 179 eren inactives. De les 555 persones actives 497 estaven ocupades (272 homes i 225 dones) i 58 estaven aturades (28 homes i 30 dones). De les 179 persones inactives 68 estaven jubilades, 57 estaven estudiant i 54 estaven classificades com a «altres inactius».

### Ingressos
El 2009 a Buhl-Lorraine hi havia 461 unitats fiscals que integraven 1.190,5 persones, la mediana anual d'ingressos fiscals per persona era de 19.627 €.

### Activitats econòmiques
Dels 65 establiments que hi havia el 2007, 6 eren d'empreses de fabricació d'altres productes industrials, 11 d'empreses de construcció, 29 d'empreses de comerç i reparació d'automòbils, 3 d'empreses de transport, 3 d'empreses d'hostatgeria i restauració, 2 d'empreses financeres, 1 d'una empresa immobiliària, 6 d'empreses de serveis, 2 d'entitats de l'administració pública i 2 d'empreses classificades com a «altres activitats de serveis».
Dels 23 establiments de servei als particulars que hi havia el 2009, 1 era una oficina bancària, 12 tallers de reparació d'automòbils i de material agrícola, 1 establiment de lloguer de cotxes, 4 paletes, 1 fusteria, 1 lampisteria, 1 electricista i 2 empreses de construcció.
Dels 7 establiments comercials que hi havia el 2009, 1 era un supermercat, 1 una llibreria, 1 una botiga de roba, 2 botigues de mobles i 2 botigues de material esportiu.
L'any 2000 a Buhl-Lorraine hi havia 10 explotacions agrícoles que ocupaven un total de 585 hectàrees.

## Equipaments sanitaris i escolars
L'únic equipament sanitari que hi havia el 2009 era una ambulància.
El 2009 hi havia 1 escola maternal i 1 escola elemental.

## Poblacions més properes
El següent diagrama mostra les poblacions més properes.